# Machaeroprosopus
Machaeroprosopus es un género extinto de fitosáurido pseudopalatino del Triásico Superior del suroeste de Estados Unidos. M. validus, alguna vez fue considerado como la especie tipo de Machaeroprosopus, fue nombrada en 1916 basándose en tres cráneos completos hallados en la Formación Chinle, Arizona. Los cráneos se extraviaron desde la década de 1950, y un dibujo esquemático de la descripción original de 1916 es el único registro visual del espécimen. Otra especie, M. andersoni, fue nombrado en 1922 de Nuevo México, y las especies M. adamanensis, M. gregorii, M. lithodendrorum, M. tenuis y M. zunii fueron nombradas en 1930. Muchas especies han sido reasignadas a los géneros Smilosuchus, Rutiodon, Pseudopalatus o Phytosaurus. Hasta hace poco, M. validus fue considerado como la única especie que no había sido reasignada. Por tanto, Machaeroprosopus se consideró como un nomen dubium o "nombre dudoso" debido a la carencia de especímenes diagnósticos que puedan apoyar su distinción de otros géneros de fitosaurios. Sin embargo, una revisión taxonómica de Machaeroprosopus, llevada a cabo por Parker et al. (en prensa), reveló que UW 3807, el holotipo de M. validus, no es el holotipo de Machaeroprosopus, mientras que la especie ya nombrada Pseudopalatus buceros tenía la prioridad como la especie tipo del género. Por lo tanto, el nombre Pseudopalatus debe ser considerado como un sinónimo más moderno de Machaeroprosopus, y todas las especies del primero deben ser reasignadas a este último. Esta taxonomía revisada ya ha sido aceptada en varios estudios, incluyendo a Stocker y Butler (2013). Stocker y Butler (2013) también trataron a M. andersoni como una especie válida, y no como un sinónimo más moderno de Machaeroprosopus buceros como fue anteriormente sugerido por Long y Murry (1995).